# Fauveliopsis scabra
Fauveliopsis scabra är en ringmaskart som beskrevs av Hartman och Fauchald 1971. Fauveliopsis scabra ingår i släktet Fauveliopsis och familjen Fauveliopsidae. Inga underarter finns listade i Catalogue of Life.